# 天舟三号
天舟三号货运飞船是天舟系列货运飞船的第三次飞行任务，于2021年9月20日15时10分从中国文昌航天发射场使用长征七号运载火箭发射升空，并在当日的22时08分许与空間站組合體完成在軌自主交會對接。2022年7月17日，天舟三号撤离空间站组合体；7月27日，飞船受控再入大气层，任务结束。
執行本次任務的天舟三號飛船是天宮號空間站的第三艘到訪航天器以及第二艘無人貨運飛船。自本次任务起，天舟系列货运飞船在空间站建造阶段将保持以6个月为间隔的常态化空间站货运飞行任务频率，长征七号运载火箭也将同步保持每年2次左右的发射次数。

## 任务历史
2021年9月16日，天舟三号货运飞船与长征七号遥四运载火箭船箭组合体转运至发射区，20日宣布运载火箭已完成推进剂加注，计划于当日15时许发射。
2021年9月20日15时10分，搭载天舟三号货运飞船的长征七号遥四运载火箭，在中国文昌航天发射场点火发射。起飞596.6秒后船箭分离进入预定轨道。当日15时22分，太阳能帆板两翼展开。本次发射任务代号为“TGHY2/TZ-3”。同日22时08分，与天和核心舱后向端口完成自主快速交会对接，历时约6.5小时。
2021年10月17日9时50分，神舟十三号航天员乘组进入天舟三号飞船。
2022年4月20日5时2分，天舟三号货运飞船从空间站天和核心舱后向端口分离，之后绕飞至前向端口，并于9时6分完成自动交会对接。
2022年6月6日下午，神舟十四号航天员乘组进入天舟三号货运飞船。
2022年7月17日10时59分，天舟三号货运飞船完成全部既定任务，撤离空间站组合体。天舟三号与天和核心舱组合体分离后开展了空间技术试验。
2022年7月27日11时31分，天舟三号货运飞船受控再入大气层，飞船绝大部分器件被烧蚀销毁，少量残骸落入南太平洋预定安全海域。
| 飞行时序           | 飞行时序           | 飞行时序           |
| 节点               | 目标时间（自发射） | 实际时间（自发射） |
| ------------------ | ------------------ | ------------------ |
| 助推器关机         | 173.5s             | 173.3s             |
| 助推器分离         | 175.5s             | 175.8s             |
| 一级关机           | 183.6s             | 184.2s             |
| 一级分离           | 187.1s             | 185.6s             |
| 抛整流罩           | 214.8s             | 213.0s             |
| 二级固定发动机关机 | 574.1s             | 572.4s             |
| 二级摆动发动机关机 | 594.1s             | 592.6s             |
| 船箭分离           | 598.3s             | 596.6s             |

## 运载物
天舟三号货运飞船主要为空间站上行运送航天员生活物资、推进剂、平台物资及出舱消耗品、部分试验载荷等补给物资。考慮到女性組員需要，也首次運送了特別為無重力環境研製的「美容護膚品」等太空用女性衛生品。
推进舱具有配置8个推进剂贮箱和配置4个推进剂贮箱两种状态，两种状态均具备推进剂补加能力，天舟三号货运飞船配置4个贮箱。货物仓货包数量约200个，以彩色束缚带捆绑，颜色有深蓝、浅蓝、绿色、紫色、棕色等，其中浅蓝色代表航天员物资，深蓝色代表空间站物资，绿色代表食品等。
- 物资总重：6.6吨
  - 上行货物：5.6吨
  - 推进剂：1吨

另外本次任务将携带正常驻留3人180天量和应急驻留3人10天量、1套飞天舱外航天服（编号C，标识色带颜色“国旗黄”）、第二批平台物资。装载的货包数量相比天舟二号货运飞船增加了25%，不過燃料仅为天舟二号货运飞船的一半。

## 图集

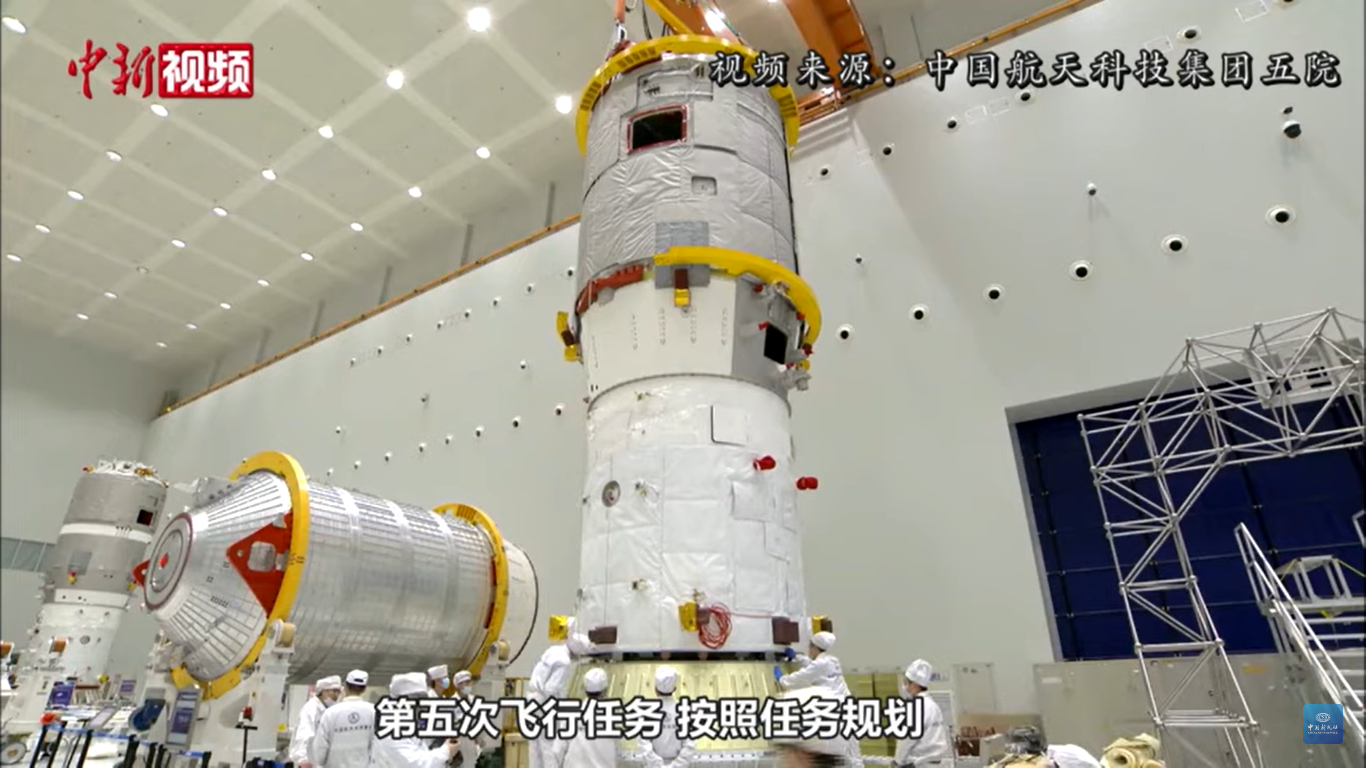
研制中的天舟三号飞船
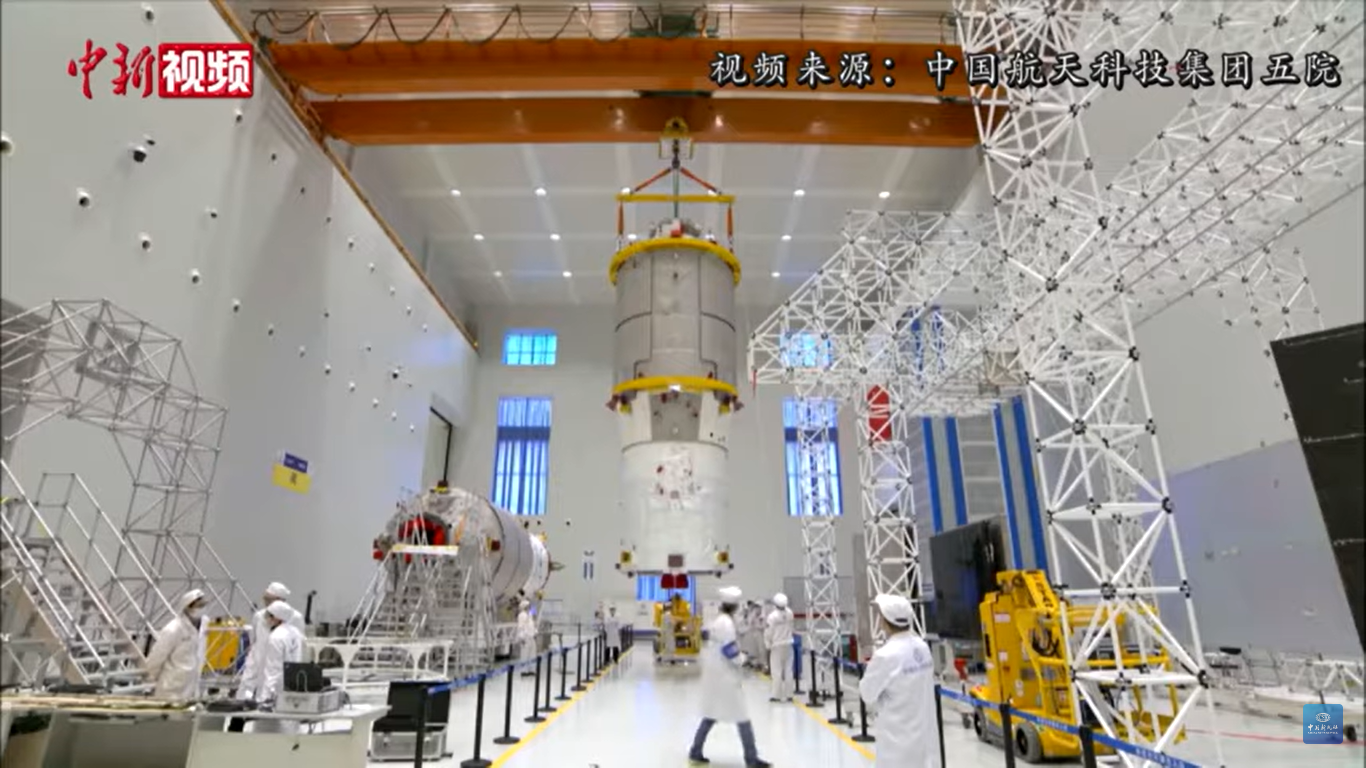
研制中的天舟三号飞船
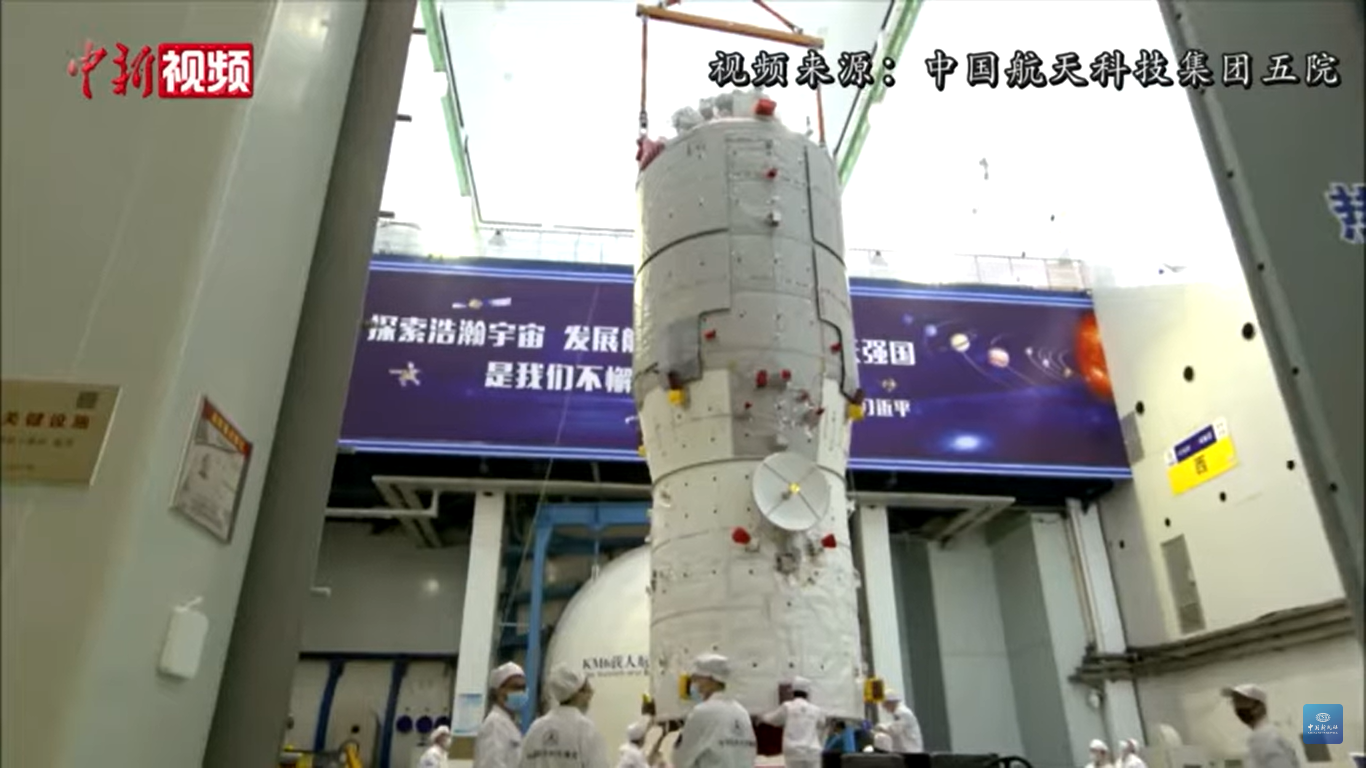
研制中的天舟三号飞船
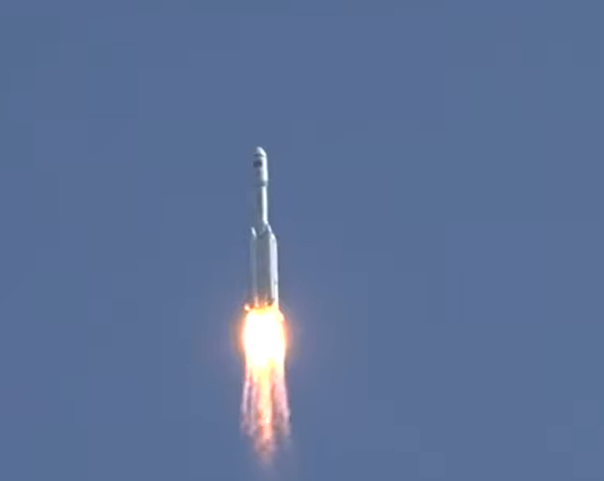
发射
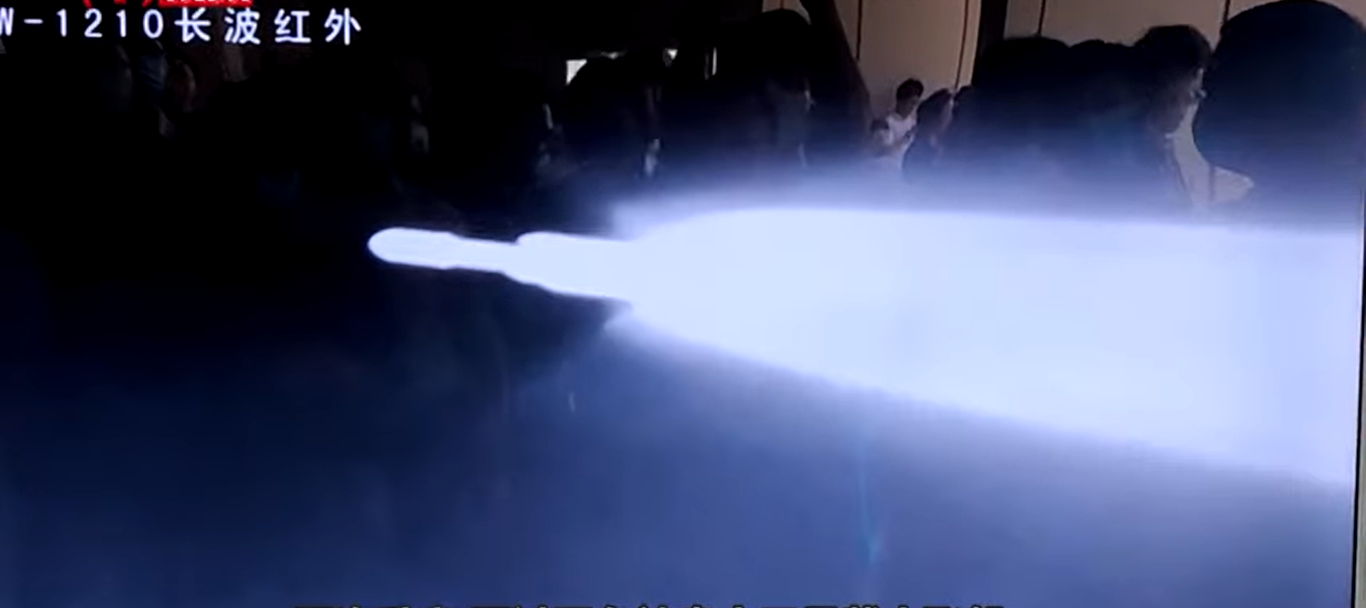
光学图像
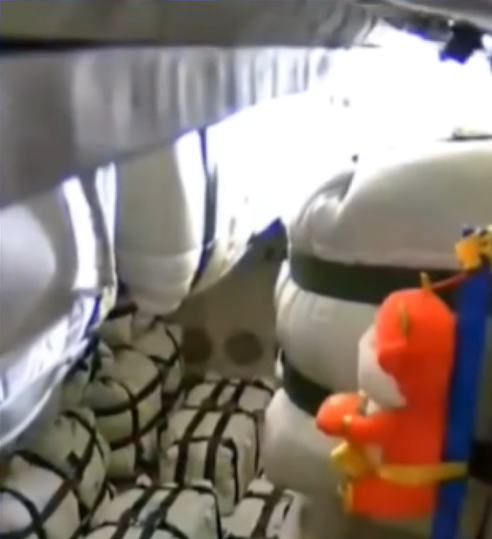
舱内画面與牛年的玩偶
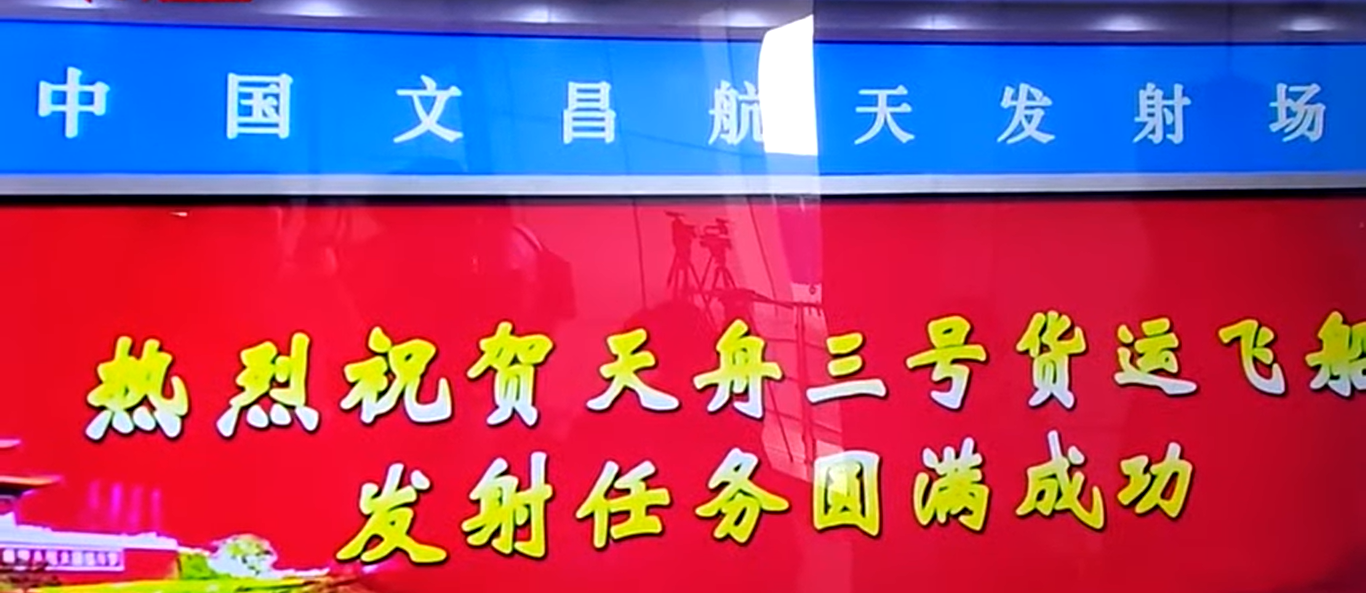
宣布发射成功的“大红屏”